# Wembley Championships 1977
Il Wembley Championships 1977 è stato un torneo di tennis giocato sul sintetico indoor della Wembley Arena di Londra in Inghilterra. È stata la 29ª edizione del torneo che fa parte del Colgate-Palmolive Grand Prix 1977. Il torneo si è giocato dal 14 al 20 novembre 1977.

## Campioni

### Singolare maschile
Björn Borg ha battuto in finale  John Lloyd con il punteggio di 6–4, 6–4, 6–3

### Doppio maschile
Sandy Mayer /  Frew McMillan hanno battuto in finale  Brian Gottfried /  Raúl Ramírez con il punteggio di 6–3, 7–6